# Saying Goodbye
"Saying Goodbye" är en låt framförd av den kanadensiska sångaren Deborah Cox, inspelad till hennes femte studioalbum The Promise (2008). Den skrevs av Coxs vän och tidigare samarbetspartner Shep Crawford. Låten hade ytterligare låttext skriven av Shalonda Crawford och beskriver framförarens känsla av tacksamhet mot en tidigare partner som gjorde slut med henne. "Saying Goodbye" producerades av Crawford, Phillip "PS3" Scott III och Rob Torres. "Saying Goodbye" gavs ut till amerikansk radio som en marknadsföringssingel under formatet Urban AC 5 mars 2009. Den var någorlunda framgångsrik i flera amerikanska städer och nådde plats 36 på singellistan Adult R&B Songs utgiven av Billboard.  

## Bakgrund och utgivning
I början av 2008 grundade den kanadensiska sångaren och skådespelaren Deborah Cox sitt eget skivbolag Deco Entertainment Group och släppte sitt femte studioalbum The Promise som indieartist 11 november 2008. Hon gav ut två musiksinglar från albumet. "Did You Ever Love Me" lanserades i USA medan "Beautiful U R" gavs ut i flera andra territorier, däribland Kanada och Storbritannien. Den sistnämnda singeln blev en hit i Coxs hemland där den såldes i 40 000 digitala nedladdningar och erhöll platinastatus av Music Canada. I december 2008 bekräftade Cox att albumspåret "Saying Goodbye" var planerad att ges ut som nästa singel från projektet. Innan utgivningen av låten tog hon ett uppehåll från att marknadsföra The Promise och födde sitt tredje barn i februari 2009. Via sin hemsida skrev hon: "Jag är väldigt välsignad och kan inte bärga mig för att träffa alla [fans] när jag fortsätter att marknadsföra albumet i höst och beger mig ut på turné." "Saying Goodbye" gavs ut till amerikansk radio under formatet Urban AC den 5 mars 2009.

## Inspelning och komposition
"Saying Goodbye" skrevs av Coxs vän och samarbetspartner Shep Crawford som tidigare jobbat på Coxs signaturmelodi "Nobody's Supposed to Be Here" (1998). Ytterligare låttext skapades av Shalonda Crawford medan Phillip "PS3" Scott III bidrog med multi-instrument och Rob Torres med gitarr. Dom krediterades också som musikproducenter till låten. "Saying Goodbye" spelades in av Scott III vid inspelningsstudion The Dengen i Los Angeles, Kalifornien och ljudmixades av Matt Marrin vid The Department of Sound Studios i Santa Clarita, Kalifornien.
"Saying Goodbye" är en hiphop-influerad R&B-låt i midtempo som har en speltid på fyra minuter och tjugo sekunder. Den beskriver framförarens känsla av tacksamhet mot en partner som gjort slut med henne, vilket gjorde att hon kunde gå vidare med sitt liv och hitta en ny partner. I början av låten ifrågasätter framföraren sin tidigare partners val med låttext som: "Why do most dudes choose to leave the girl that's been down from Day 1?/ I tried to love you, really love you/ Gave my all". Mot slutet av låten har hon dock kommit fram till att separationen var bra och sjunger: "You say rebound, I say touchdown/ No more games".

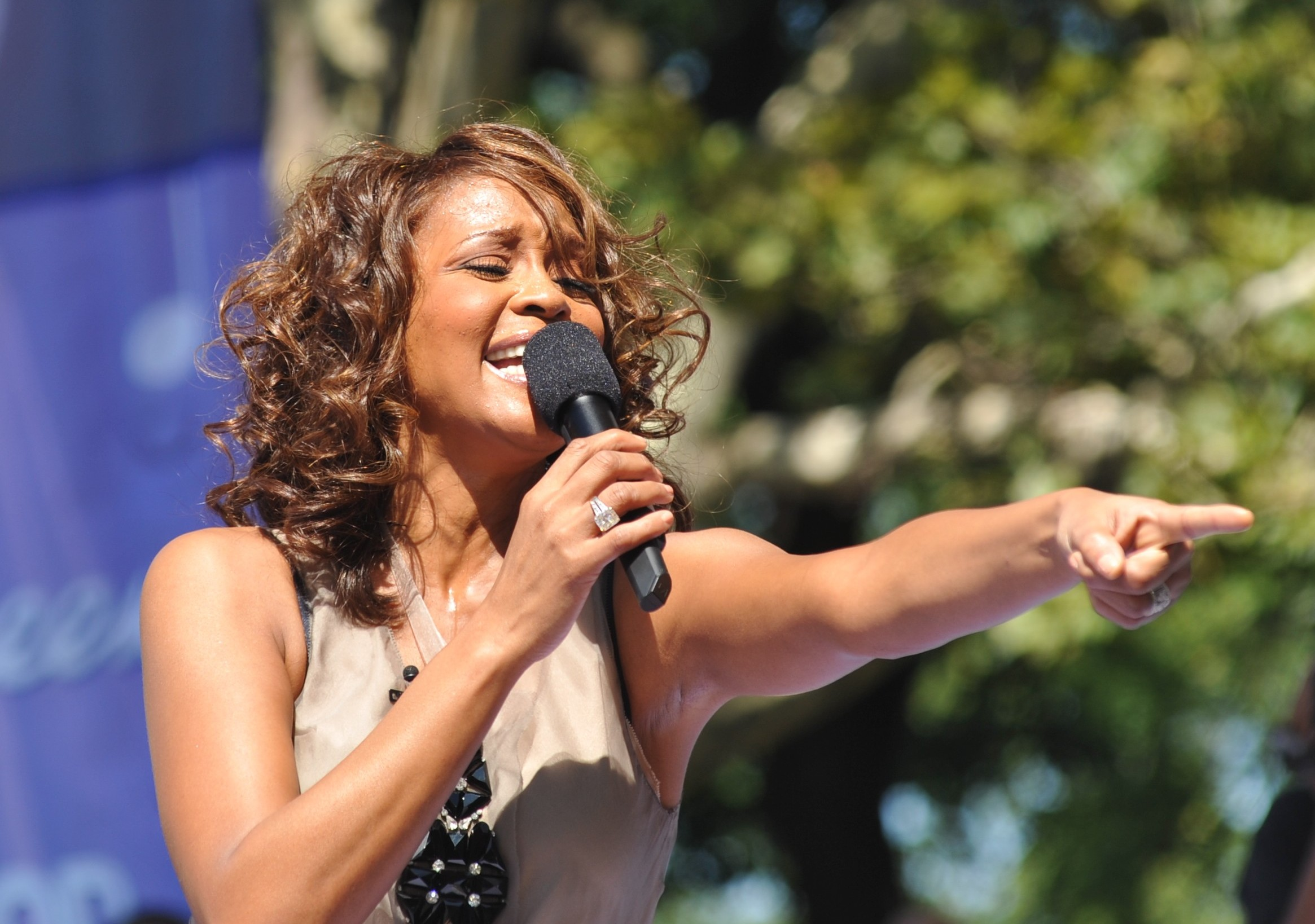
En recensent associerade låten med den amerikanska popsångaren Whitney Houston.

## Mottagande, kommersiell prestation och liveframträdanden
AllMusic lyfte fram "Saying Goodbye" som en av de bästa spåren på The Promise. Amelia Raitt från webbplatsen Wondering Sound associerade låten med Whitney Houston. En vecka efter utgivningen blev "Saying Goodbye" den mest adderade låten till Urban AC-radio i USA och spelades på över 20 olika radiostationer, däribland KJLH i Los Angeles, WBLS i New York och KBLX i San Francisco. Låten gick in på den amerikanska singellistan Adult R&B Songs utgiven av Billboard där den som högst nådde plats 36. Cox framförde "Saying Goodbye" live i den amerikanska talkshown The Daily Buzz i juli 2009.

## Medverkande
Information hämtad från musiksingelns skivhäfte
- Deborah Cox – huvudsång, bakgrundssång
- Shep Crawford – låtskrivare, musikproducent, sångarrangemang
- Shalonda Crawford – låtskrivare
- Phillip "PS3" Scott III – musikproducent, inspelning, multi-instrument
- Rob Torres – musikproducent, gitarr
- Kenya Ivey – bakgrundssång
- Ulisa Ivey – bakgrundssång
- Matt Marrin – ljudtekniker, ljudmix

## Topplistor
| Lista (2009)                    | Högsta listplacering |
| ------------------------------- | -------------------- |
| USA Adult R&B Songs (Billboard) | 36                   |